# Fox v R
Fox v R es un caso de 2002 del Comité Judicial del Consejo Privado (JCPC) en el que se dictaminó que era inconstitucional en San Cristóbal y Nieves que la pena capital fuera la sentencia obligatoria para el asesinato. El JCPC sostuvo que, dado que la Constitución de San Cristóbal y Nieves prohíbe el "castigo inhumano o degradante", tras una condena por asesinato, un juez de primera instancia debe tener la discreción para imponer una pena menor que la muerte por ahorcamiento; la pena capital solo puede aplicarse en aquellos casos que contengan factores agravantes en comparación con otros casos de asesinato.
El caso involucraba al culturista británico Bertil Fox, quien en 1998 fue condenado por asesinar a su ex prometida y a la madre de ella el año anterior. El caso se decidió junto con Reyes v R y R v Hughes, casos sobre el mismo tema en apelación desde Belice y Santa Lucía.  